# آق شهر
آق شهر (بالتركية: Akşehir)، واسمها التاريخي القديم «فيلوميليون» (Philomelion)، مدينة ومنطقة تابعة لمحافظة قونية الواقعة وسط الأناضول في تركيا. بلغ عدد سكان المنطقة 114,918 نسمة، بحسب تعداد عام 2000م، منهم 63,000 يعيشون في بلدة آق شهر.
تقع المدينة على حافة سهل خصب، على الجانب الشمالي من السلسلة الجبلية المعروقة باسم «سلطان داغ» (بالتركية: Sultan Dagh).

## تاريخها
كان الاسم القديم للمدينة هو «فيلوميليون» (Philomelion).
قام الفيلسوف الروماني شيشرون في أثناء طريقه إلى قيليقية (Cilicia) بتأريخ بعض مراسلاته أثناء وجوده بالمدينة.
ولعب المكان دورًا كبيرًا في الحروب الحدودية بين الأباطرة البيزنطيين ودولة سلاجقة الروم.
أصبحت آق شهر مدينة سلجوقية مهمة، وفي أواخر القرن الرابع عشر انتقلت إلى العثمانيين.
يُقال أن السلطان بايزيد الأول قد توفي في مدينة آق شهر بعد هزيمته في معركة أنقرة 1402م أمام تيمورلنك، ثم نُقل جثمانه ودُفن في مدينة بورصة عاصمة العثمانيين.

## العصور الحديثة
تشمل معالم المدينة القبر المزعوم لنصر الدين خوجة المعروف في الأدب العربي باسم الشخصية الفكاهية «جحا»، وقبر سيدي محمود، والمنزل الذي استخدمه الجيش التركي خلال المرحلة الأخيرة من الحرب اليونانية التركية (1919م-1922م) ، وآثار أخرى ومنازل تركية قديمة.
تقام الاحتفالات بين 5 يوليو و 10 يوليو من كل عام وتشمل الحفلات الموسيقية والأنشطة الاجتماعية الأخرى لذكرى الساكن الأشهر في آق شهر، نصر الدين خوجة.
أصبحت آق شهر بتراثها المعماري الغني، عضوًا في الرابطة الأوروبية للمدن والمناطق التاريخية ومقرها نورويتش.

## الاسم
الاسم التركي Akşehir يعني حرفيا «المدينة البيضاء». وهو مركب من كلمتين:
- ak ، وهي كلمة تركية معناها: «أبيض».
- و şehir ، وهي من اللغة الفارسية ومستخدمة أيضا في اللغة التركية ومعناها: «مدينة» أو «بلدة».

## معرض الصور

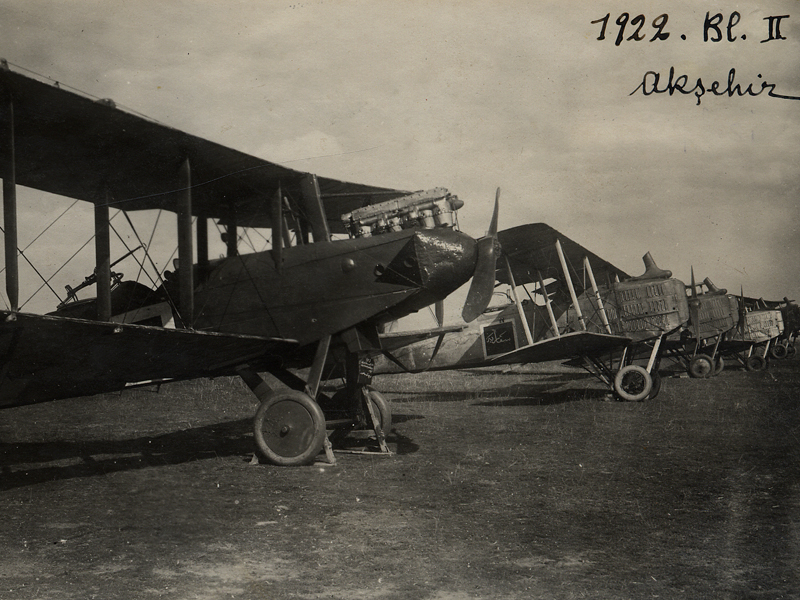
سرب الطيران العثماني الثاني، 1922م
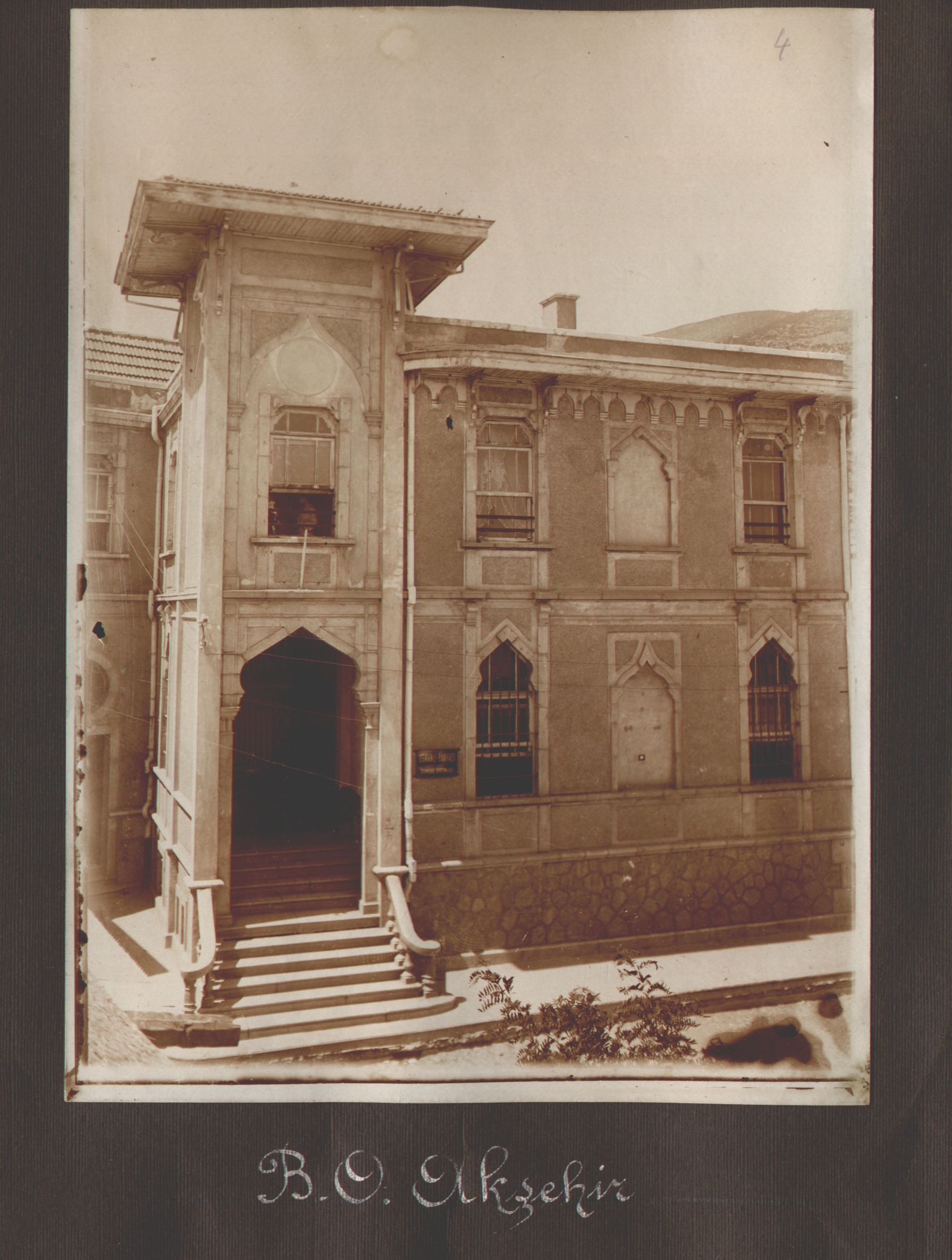
"البنك العثماني" فرع آق شهر، 1930م
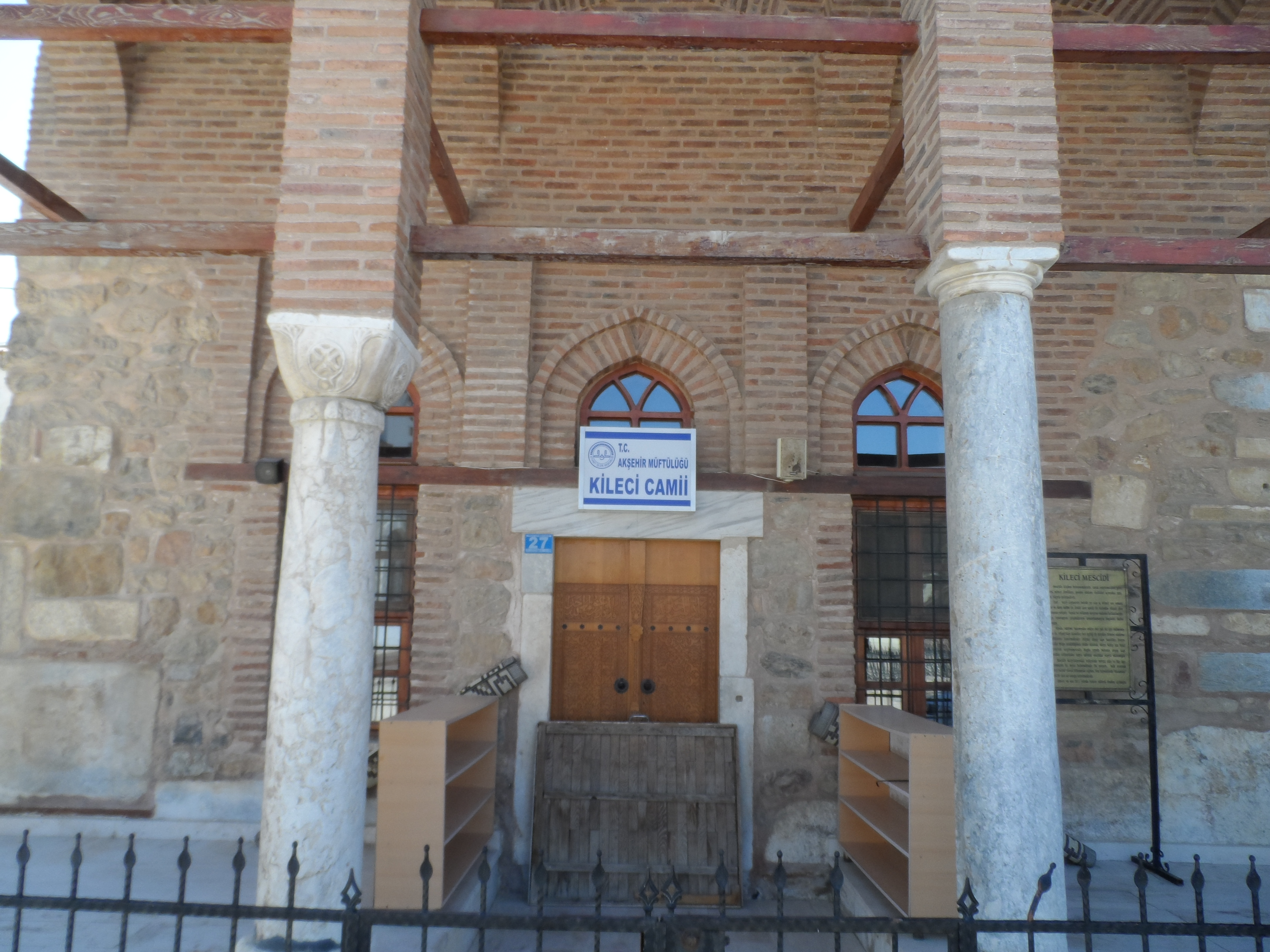
جامع قلجي (Kileci) من القرن 13، بنته دولة سلاجقة الروم
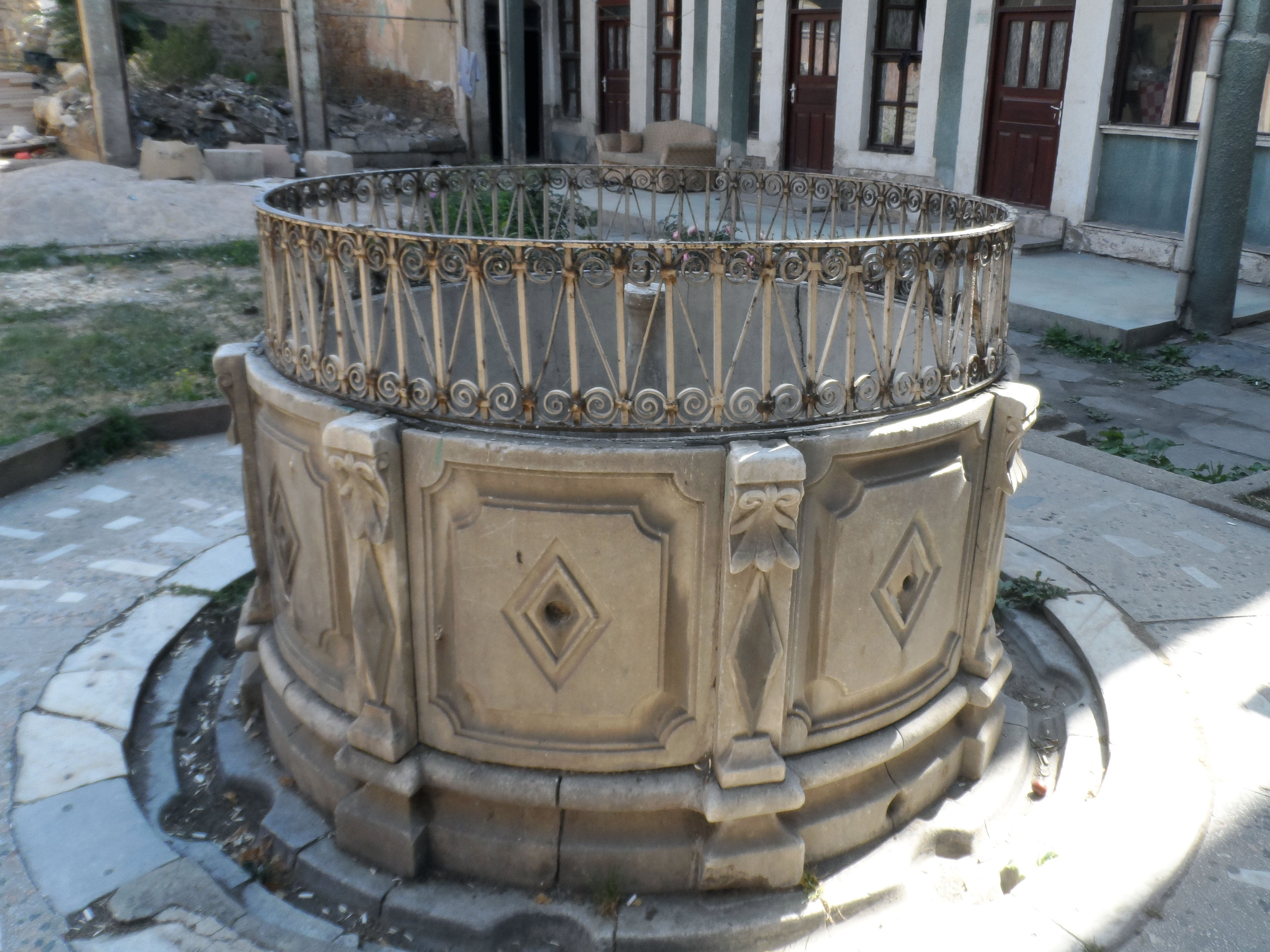
نافورة مسجد آق شهر الكبير
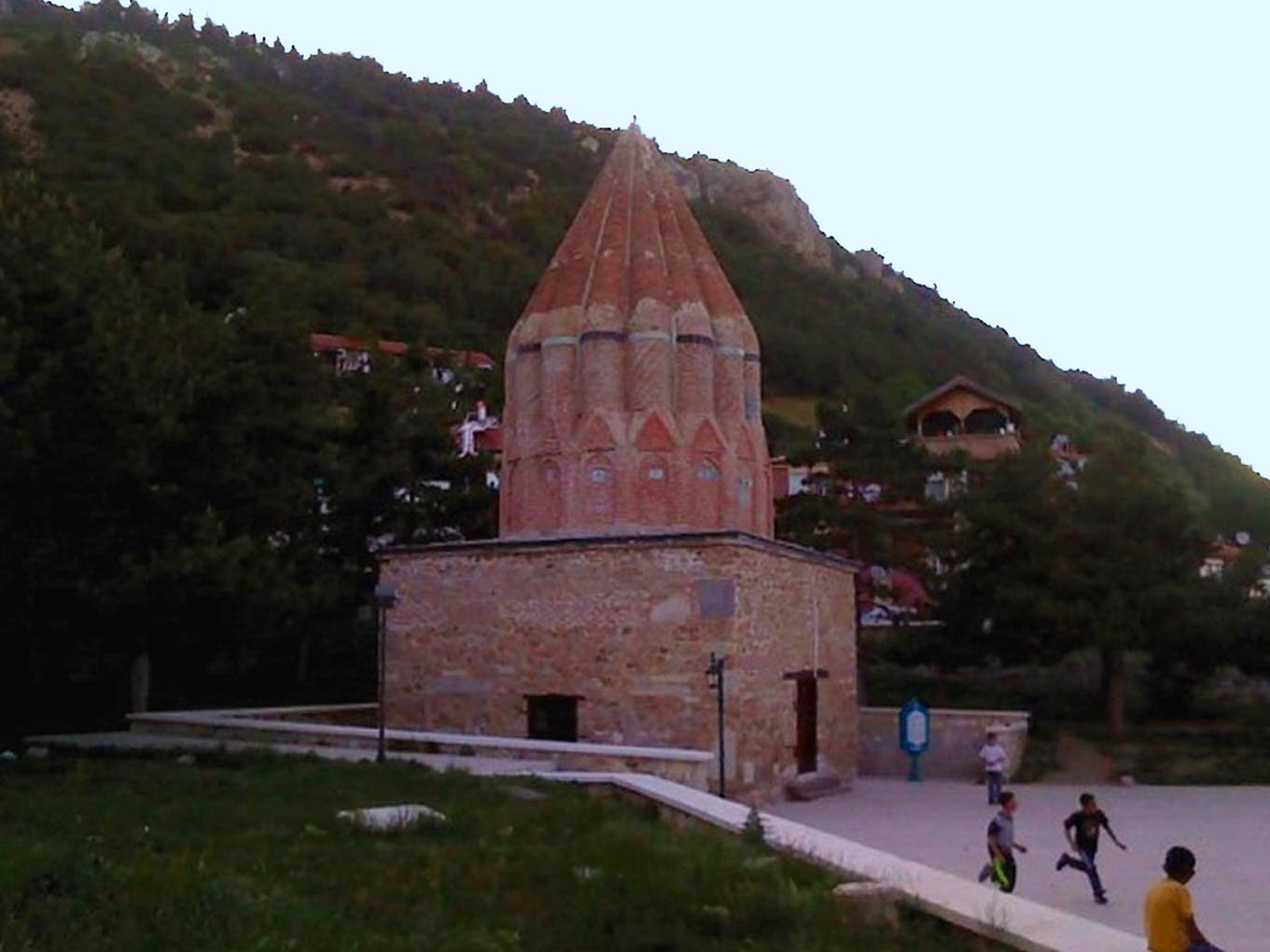
قبر سيدي محمود في آق شهر
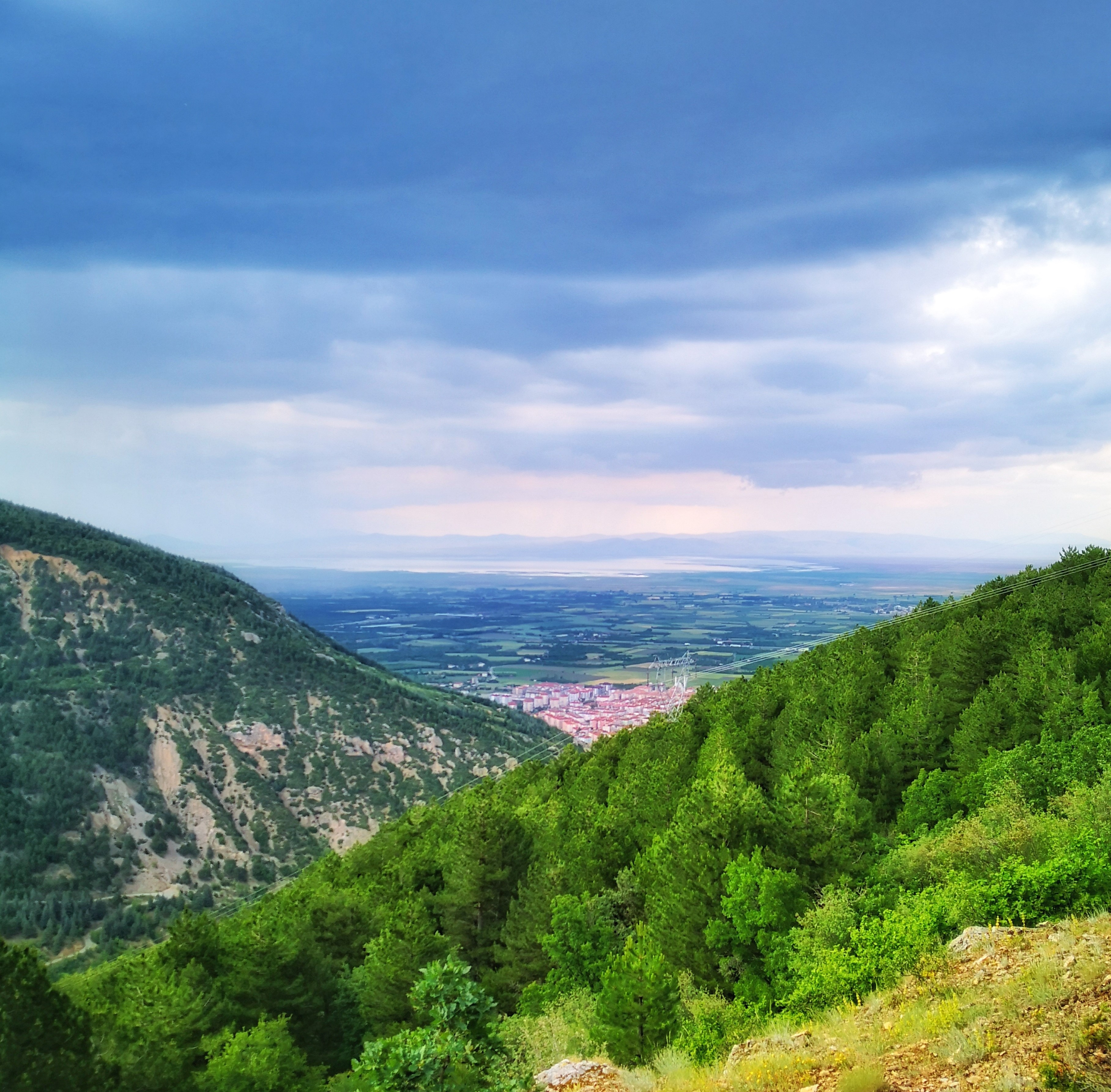
بحيرة آق شهر
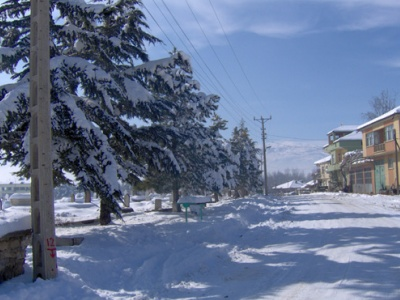
آق شهر في الشتاء
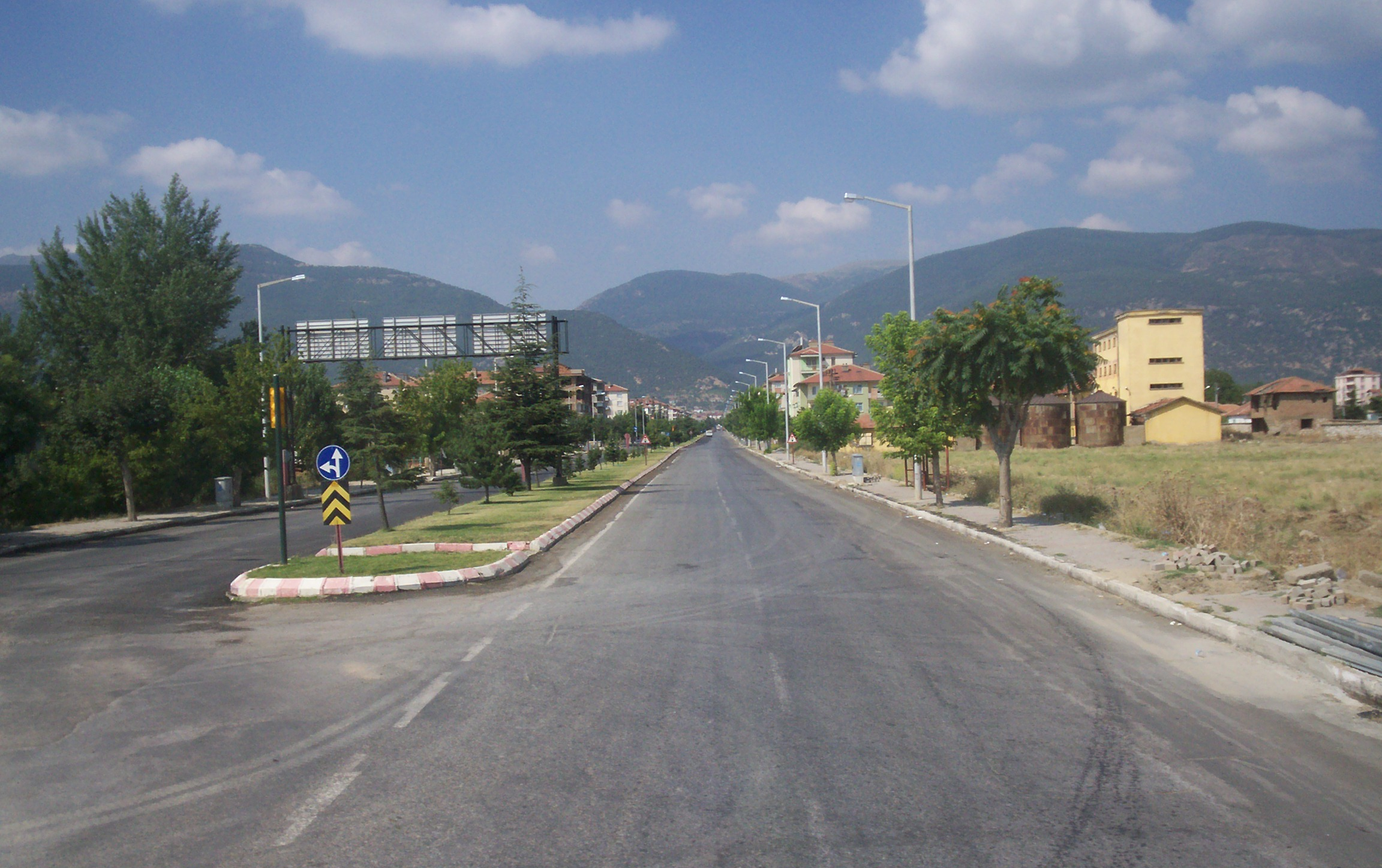
منظر عام من آق شهر
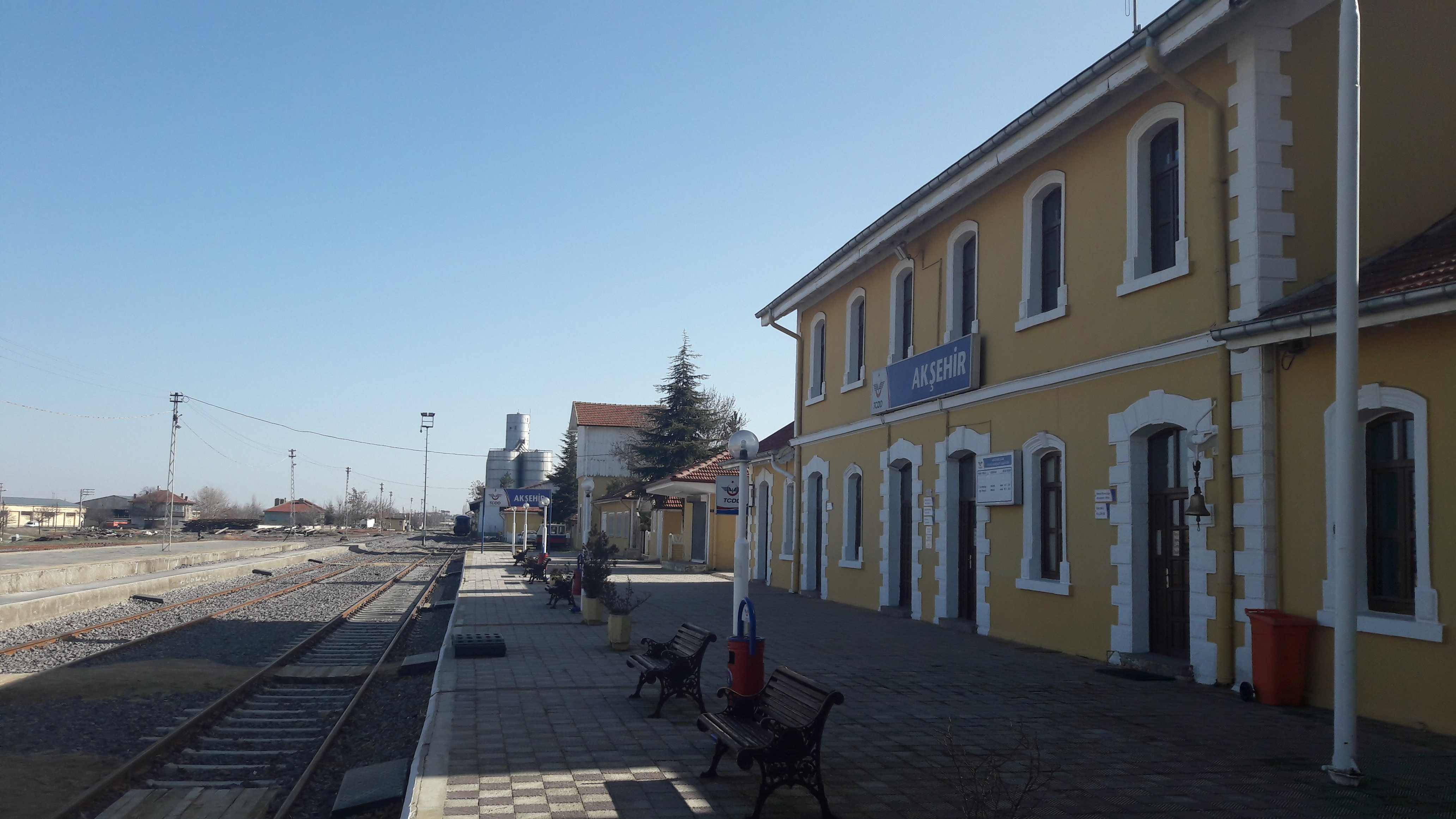
محطة قطار آق شهر
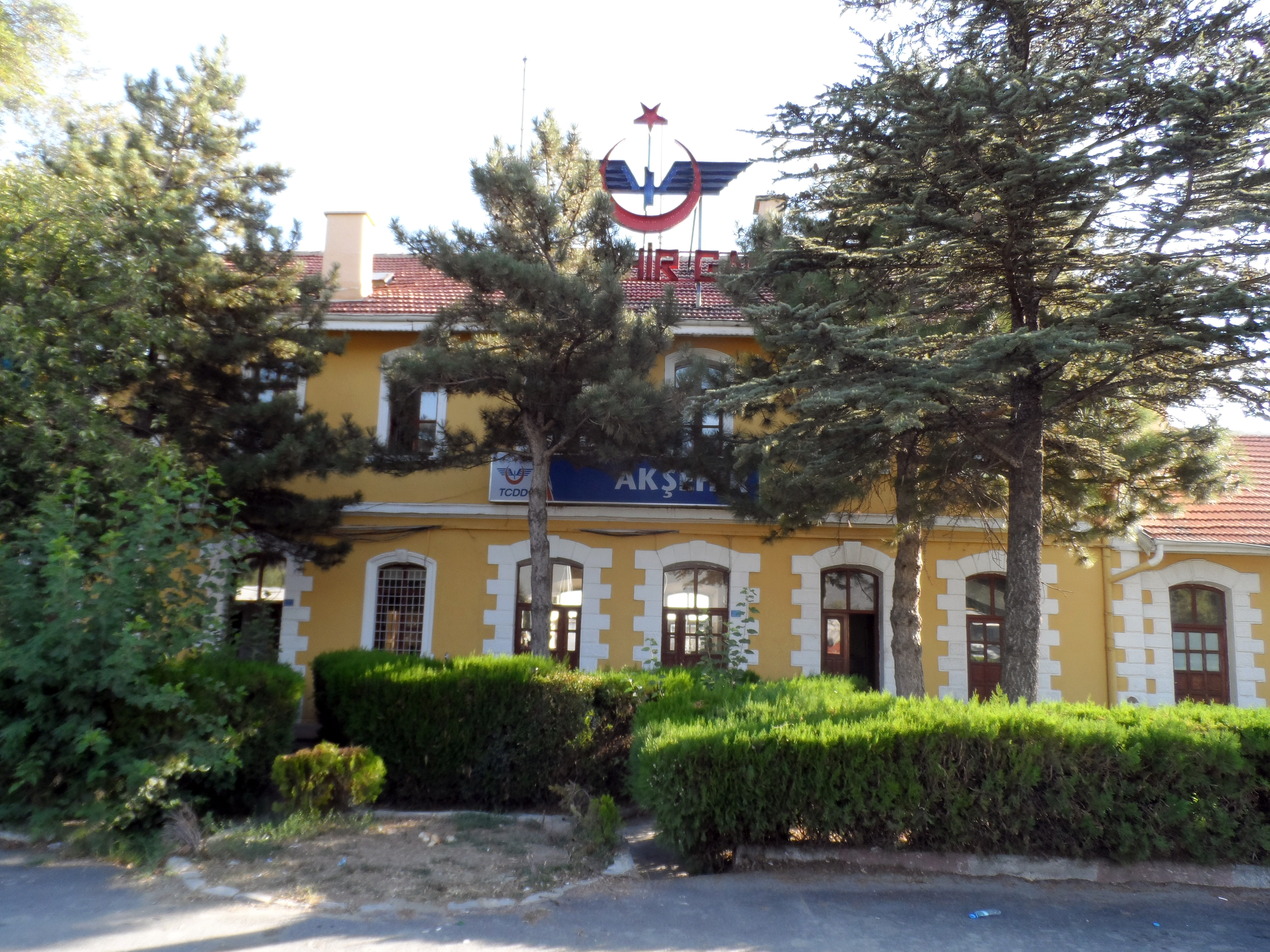
محطة قطار آق شهر
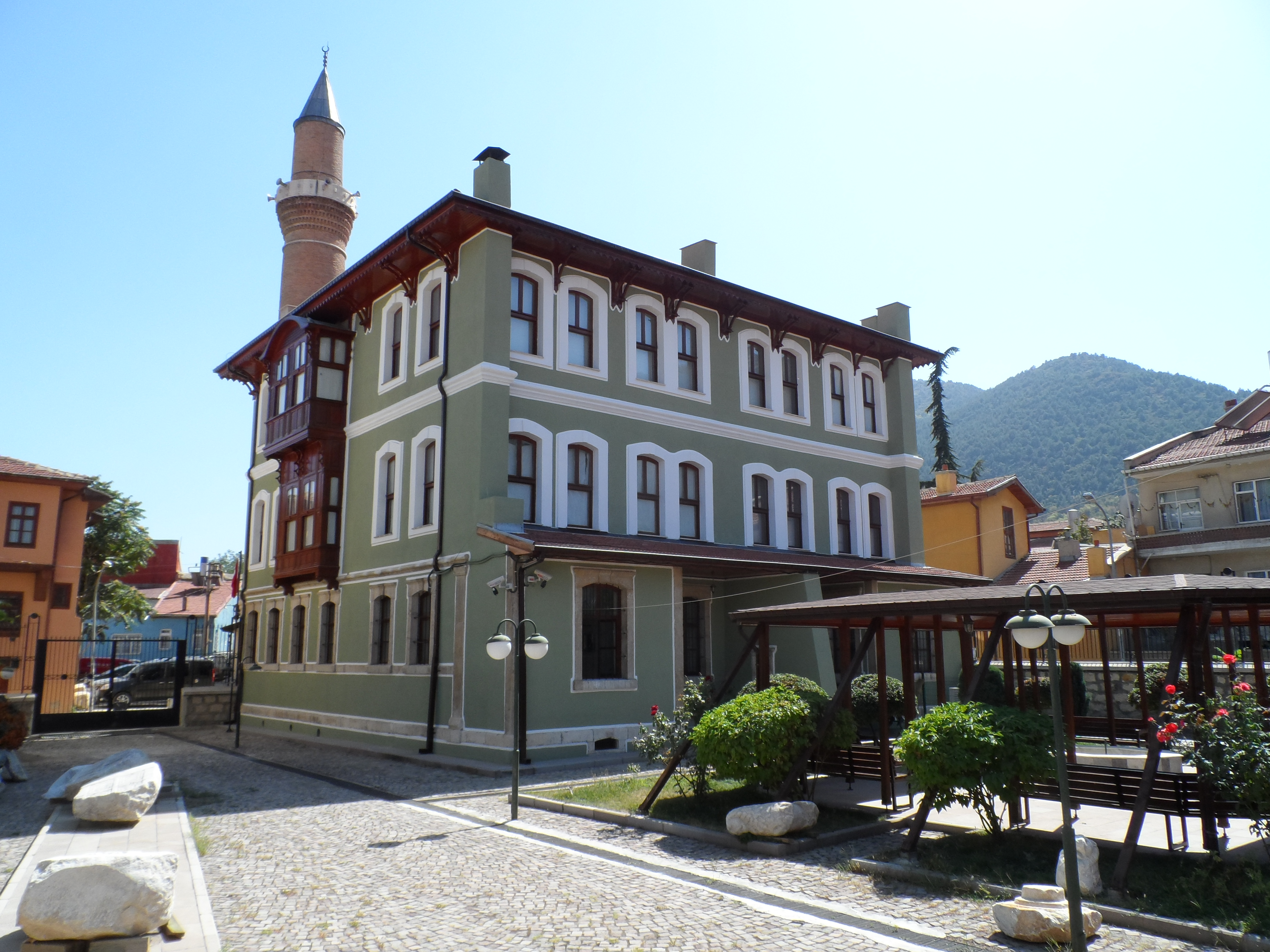
متحف آق شهر الإثنوغرافي للأجناس البشرية